# Armadillo confalonierii
Armadillo confalonierii är en kräftdjursart som beskrevs av Alessandro Brian. Armadillo confalonierii ingår i släktet Armadillo och familjen Armadillidae. Inga underarter finns listade i Catalogue of Life.